# Marin Cureau de La Chambre
Pour l’article homonyme, voir Cureau de La Chambre.
Marin Cureau de La Chambre, né à Saint-Jean-d'Assé en 1594 et mort à Paris le 29 novembre 1669, est un médecin et philosophe français, conseiller et médecin de Louis XIV.

## Biographie

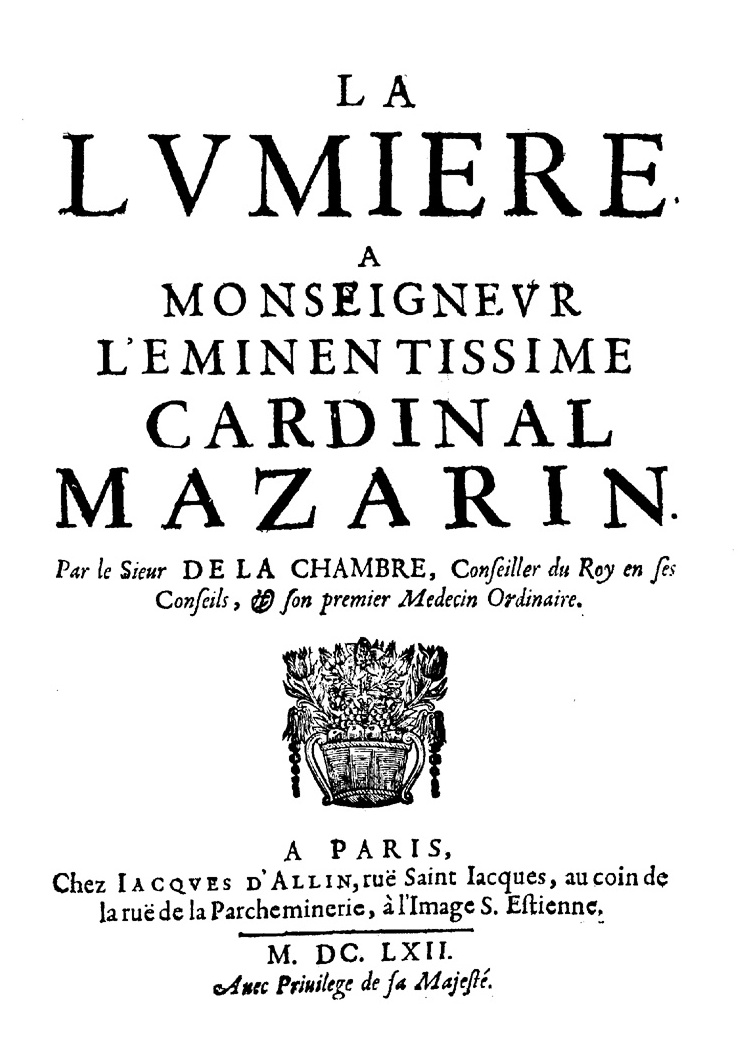
La lumiere, 1662

On ignore tout de sa jeunesse et de ses études. À l’âge adulte, il est médecin au Mans. Vers 1630, il s’établit à Paris, où il se lie avec Pierre Séguier et devient son médecin. Il fréquente les salons de Madeleine de Scudéry et de la marquise de Sablé et impressionne les précieuses par ses qualités de psychologue. Il devient l’un des premiers membres de l’Académie française en 1634. Après avoir été médecin de Louis XIV, peut-être dès 1642, il achète en 1650 la charge de médecin ordinaire du roi. Louis XIV lui témoigne une affection particulière : on rapporte qu’il « était si persuadé du talent de ce médecin habile pour juger du caractère des gens d’après leur physionomie, que ce monarque n’était souvent déterminé dans ses choix qu’après avoir consulté cet oracle. »  En 1666, il devient l’un des premiers membres de l’Académie royale des sciences.
Parallèlement à ses activités médicales et mondaines, Marin Cureau de La Chambre mène durant toute sa vie une réflexion philosophique sur l’homme, sa physiologie et sa psychologie. Il dit à propos de ses Caractères des passions, paru en cinq volumes entre 1640 et 1662 :

« [C’est un livre] où je veux examiner les Passions, les Vertus & les Vices, les Mœurs et les Coûtumes des Peuples, les diverses Inclinations des Hommes, leurs Tempéramens, les Traicts de leur visage ; en un mot où je prétends mettre ce que la Médecine, la Morale & la Politique ont de plus rare et de plus excellent. »

Son fils Pierre Cureau de La Chambre (1640-1693) lui succède en 1670 à l’Académie française. L’astéroïde (7126) Cureau, découvert en 1991 par Eric Walter Elst, a été nommé après lui.
Son autre fils François Cureau de La Chambre (1630-1680) fut médecin de la reine et des enfants de France.

## Ouvrages
- Nouvelles pensées sur les causes de la lumière, du desbordement du Nil et de l'amour d'inclination (1634)
- Nouvelles conjectures sur la digestion (1636)
- Traitté des libertez de l'Église de France (1639)
- Les Charactères des passions (5 volumes, 1640-1662): I. Les passions pour le bien ; II. Où il est traitté de la nature et des effets des passions courageuses ; III et IV. Où il est traitté de la Nature & des Effets de la haine et de la douleur ; V. Où il est traitté de la Nature, des Causes & des Effects des larmes, de la crainte, du désespoir.  Texte en ligne 1 2 3 et 4 5
- Nouvelles observations et conjectures sur l'iris (1650)
  - Nouvelles observations et coniectures sur l'iris, Paris, Jacques Dallin, 1662 (lire en ligne)
- Traité de la connoissance des animaux, où tout ce qui a esté dict pour et contre le raisonnement des bestes est examiné par le sieur de La Chambre (1647). Réédition : Fayard, Paris, 1989.
- Discours sur les principes de la chiromancie (1653)
- Novae methodi pro explanandis Hippocrate et Aristotele specimen, clarissimis scholae parisiensis medicis, D. D. Marinus Curaeus de La Chambre. Suivi de : La Physique d'Aristote mise en françois (1655)
- L'Art de connoistre les hommes (3 volumes, 1659-1664-1666). Texte en ligne 1 2 3
- La Lumière (1662) Texte en ligne 1; Texte en ligne 2
- Recueil des épistres, lettres et préfaces de M. de La Chambre (1664) Publié par Pierre Cureau de La Chambre.
- Le Système de l'âme (Paris, Jacques d'Allin, 1664) qui est en réalité la seconde partie de l'Art de connoistre les hommes. Réédition : Fayard, Paris, 2004.
- Discours sur les causes du débordement du Nil. Discours de la nature divine selon la philosophie platonique (1665)
- Discours de l'amitié et de la haine qui se trouvent entre les animaux (1667)

### Éditions modernes
- Les Charactères des passions, Cambridge (Mass.), Omnisys, 1990

### Sources et bibliographie
- Nicolas de Condorcet, Éloge de La Chambre, dans Œuvres completes de Condorcet: Éloges des académiciens de l'Académie royale des sciences morts depuis 1666 jusqu'en 1699, chez Vieweg, Brunswick, Paris, 1804, tome 1, p. 29-34 (lire en ligne)
- Histoire de l'Académie royale des sciences, tome 2, Depuis 1686 jusqu'à son renouvellement en 1699, chez Gabriel Martin, Paris, 1733, p. 355-356 (lire en ligne)
- Robert Doranlo, La Médecine au XVIIe siècle, Marin Cureau de la Chambre, médecin et philosophe 1594-1669, Jouve et Cie, Paris, 1939.
- Albert Darmon, Les Corps immatériels : esprits et images dans l'œuvre de Marin Cureau de la Chambre 1594-1669, Vrin, Paris, 1985.
- René Kerviler, Le Maine à l'Académie française - II- Marin Cureau de La Chambre (1594-1669), dans Revue historique et archéologique du Maine, tome 2, 1877, p. 29-78, 131-182 (lire en ligne)
- Marie-Frédérique Pellegrin, « Le sexe des mœurs. Ethique animale et éthique humaine chez Cureau de la Chambre », L'homme et la brute au XVIIe siècle. Une éthique animale à l'âge classique ?, M. Bedon, J-L. Lantoine (dir.), ENS-Editions, 2022, pp. 89-102.
- Marie-Frédérique Pellegrin, Pensées du corps et différences des sexes à l'âge moderne. Descartes, Cureau de la Chambre, Malebranche, Poulain de la Barre, Lyon, "La croisée des chemins", ENS-Editions, 2020, 439p.